# باشگاه فوتبال هنگ کنگ پگاسوس
باشگاه فوتبال هنگ کنگ پگاسوس (انگلیسی: Hong Kong Pegasus FC) یک باشگاه فوتبال هنگ کنگی مستقر در یوئن لانگ است.